# Robert Weinstein
Pour les articles homonymes, voir Weinstein.
Robert Weinstein, dit Bob Weinstein, est un producteur américain de films, né le 18 octobre 1954 à Flushing (New York).

## Biographie

### Jeunesse
Weinstein est né à Flushing, dans le Queens, à New York. Il a grandi dans une famille juive ashkénaze. Ses parents étaient Max Weinstein, un tailleur de diamants et Miriam (nom de famille de naissance Postel). Il a grandi avec son frère aîné, Harvey Weinstein, dans une coopérative d'habitation nommée Electchester à New York. Il a fréquenté le Lycée John Bowne (en) comme son frère aîné.

### Carrière
Avec son frère Harvey, il fonde en 1979 la société Miramax Films, célèbre dans les années 1980 et 1990 pour leurs films indépendants, comme ceux de Steven Soderbergh ou Quentin Tarantino.
En 2005, il crée, toujours avec son frère, la Weinstein Company, après des disputes avec la Walt Disney Company qui avait racheté Miramax en 1993. Dimension Films devient une filiale de la Weinstein Company.

### Vie privée
Robert Weinstein a été marié et divorcé deux fois. Il a épousé Anne Clayton, une ancienne éditrice de livres, en 2000. En avril 2012, Anne Clayton a demandé le divorce et a demandé une ordonnance de protection parce qu'elle craignait des « blessures corporelles ». Robert Weinstein a publié une déclaration de l'interventionniste Don Sloane basé à Washington, niant que Robert Weinstein représentait un danger pour sa femme et alléguant qu'elle réagissait à une intervention familiale menée pour lutter contre son alcoolisme. Les avocats de Anne Clayton ont nié qu'elle souffrait de dépendance et ont déclaré que Sloane était "l'agent rémunéré" de son mari et que les deux ne s'étaient jamais rencontrés.

## Affaires judiciaires

### Accusations de harcèlement sexuel
En octobre 2017, Robert Weinstein a été accusé de harcèlement sexuel par Amanda Segel, qui avait travaillé comme showrunner sur la mini-série Spike TV produite par Weinstein Company, The Mist. Amanda Segel a allégué que Robert Weinstein lui avait fait plusieurs sollicitations sexuelles non désirées à partir de juin 2016 et pendant trois mois,. L'avocat de Robert Weinstein, Bert Fields, a publié une déclaration niant ces allégations.
L'allégation de Segel s'inscrit dans le contexte d'affaires d'abus sexuels beaucoup plus médiatisées contre le frère de Robert Weinstein, Harvey Weinstein. En octobre 2017, Robert Weinstein a parlé des allégations de crimes sexuels contre son frère, affirmant qu'il était "malade et dégoûté" par les ventes aux enchères de Harvey Weinstein. Robert Weinstein a nié toute connaissance préalable des crimes de son frère avant que les allégations ne soient rendues publiques, mais a reconnu qu'Harvey Weinstein avait des antécédents de relations extraconjugales et de violence verbale envers des membres de sa famille, et a affirmé qu'il avait lui-même été soumis à des violences verbales et physiques de la part de Harvey Weinstein. Robert Weinstein a ajouté qu'il avait rarement parlé à son frère au cours des cinq années précédentes parce qu'il "ne supportait pas sa tricherie, ses mensonges et aussi son attitude envers tout le monde".

## Producteur
- 1986 : Playing for Keeps
- 2000 : Reindeer Games
- 2003 : Bad Santa

## Producteur exécutif
- 2013 : One Chance de David Frankel (producteur exécutif)
- 2015 - présent : Scream (série télévisée, producteur exécutif)
- 2005 : The Brothers Grimm de Terry Gilliam (producteur exécutif)